# Scheich Adi II.
Scheich Adi (kurmandschi Şêx Adî, arabisch عدي بن أبي البركات DMG ʿAdī ibn Abī ʿl-Barakāt, auch Adi II.; gestorben 1221 in den Bergen Hakkâris) war der dritte Anführer des Adawiyya-Ordens. Er gilt als heilige Persönlichkeit im Glauben der Jesiden.
Aufgrund seines Vornamens wird er oft in der Literatur mit ʿAdī ibn Musāfir verwechselt. Sein Großonkel ʿAdī ibn Musāfir (auch Şêx Adî) war der Gründer des Adawiyya-Ordens, dessen Grab heute im Lalisch Tal liegt und die Jesiden betrachten ihn als die Inkarnation von Melek Taus.

## Leben
ʿAdī war der Sohn von Abī ʿl-Barakāt und der Enkel von Scheich Adis Bruder Sahr und der Großneffe von Scheich ʿAdī ibn Musāfir. Er war als erster Sohn und Anführer des Adawiyya-Ordens im Hekkâri-Gebiet geboren. 1221 wurde er von Mongolen in den Bergen Hakkâris hingerichtet. Sein Sohn und Nachfolger war Scheich Hasan (der Vater von Scharaf ad-Din).